# Medrejtre
Medrejtre (nemško Tretram) je naselje v Občini Kotmara vas v Okraju Celovec-dežela na Koroškem v Avstriji.